# Metazygia ducke
Metazygia ducke är en spindelart som beskrevs av Levi 1995. Metazygia ducke ingår i släktet Metazygia och familjen hjulspindlar. Inga underarter finns listade i Catalogue of Life.